# Jerzy Drażyk
Jerzy Drażyk (ur. 21 września 1956 w Bykowinie, zm. 11 września 2010 tamże) – pedagog, działacz społeczny i samorządowy związany z Rudą Śląską.

## Życiorys
W 1979 r. ukończył studia na Wydziale Fizyki i Astronomii Uniwersytetu Wrocławskiego, po czym rozpoczął pracę dydaktyczną jako nauczyciel fizyki w Zespole Szkół Zawodowych Nr 2 w Rudzie Śląskiej. Przez całą karierę zawodową związany był z rudzkimi placówkami oświatowymi. Przez cztery kadencje (1990–1994, 1994–1998, 1998–2002 i 2006–2010) pełnił funkcję radnego miasta Ruda Śląska. Był wieloletnim działaczem i wiceprezesem Stowarzyszenia Rudzkie Konto Pomocy, zajmującego się pomocą potrzebującym.
Zarządzeniem Zastępczym nr NPII.4131.4.5.2018 Wojewody Śląskiego z dnia 26 lutego 2018 r. w sprawie zmiany nazwy ulicy imieniem Jerzego Drażyka nazwano jedną z ulic Rudy Śląskiej, której dotąd patronem był Wilhelm Szewczyk.